# Bosco Chiesanuova
Bosco Chiesanuova (Cexanòa in veneto, Nauge Kirche in cimbro) è un comune italiano di 3 618 abitanti della provincia di Verona in Veneto.

## Geografia fisica
Bosco Chiesanuova si colloca sulla dorsale tra il vajo di Squaranto e il vajo dell'Anguilla, due profondi canyon che danno origine, in pianura, rispettivamente alla val Squaranto e alla Valpantena, in provincia di Verona.
Il paese si trova a un'altitudine di 1106 m s.l.m., è il secondo capoluogo comunale più alto della provincia dopo Erbezzo (1 118). È situato al confine con la provincia di Trento e dista 31 chilometri da Verona. Il suo territorio ha una parte antropizzata a sud, a nord invece ci sono pascoli per l'alpeggio d'estate e campi da sci di fondo d'inverno, soprattutto nella vicina località di Malga San Giorgio.

## Storia
Nel territorio di Bosco Chiesanuova ci sono stati insediamenti umani nel paleolitico, i più importanti a Lughezzano e a San Giorgio. Da sottolineare i ritrovamenti di San Giorgio, ad una altitudine di 1 500 metri circa, ma su un percorso importante a quei tempi per la presenza di un altopiano che permetteva l'attraversamento della zona senza grossi ostacoli naturali. Tutta la Lessinia e forse anche il Baldo rifornivano di selci l'intera Europa. Tanto per sottolineare l'importanza dell'altopiano, viene ancora usato adesso dai pellegrini, numerosi, che dal vicentino in due giorni vanno verso il Santuario della Madonna della Corona.
Bosco Chiesanuova ridivenne importante al tempo dei Tredici Comuni. Sul suo territorio si stanziarono due dei comuni cimbri: Frizzolana, l'attuale capoluogo, e Valdiporro, allora più importante. Molti i nomi delle contrade che testimoniano il passato cimbro del territorio: Porretal, Der, Tander, Scioster, Ghert, Grietz, ecc. Precedentemente la zona della Frizzolana era dominio di tre abbazie: quella di San Colombano di Bobbio, con le corti del Priorato del monastero di San Colombano di Bardolino, l'abbazia di San Zeno e quella di Santa Maria in Organo con presenze su vari territori dell'area veronese. La zona era specializzata nel carbon: era in pratica dedicata quasi esclusivamente alla produzione del carbone bianco, che si ottiene dalla parziale combustione del legname.
Il rapporto fra i dominanti e la comunità dei comuni cimbri fu sempre improntato a livelli di libertà elevati; per esempio nel 1326 Cangrande della Scala concesse alla Frizzolana l'esenzione da alcuni tributi in cambio di un impegno nella difesa dei confini.
Particolare la struttura amministrativa fino al 1650 circa: il comune si reggeva su un Massaro, una sorta di sindaco coadiuvato da quattro consiglieri espressi ciascuno dalle frazioni, fra le quali vi era Erbezzo, che allora non aveva autonomia amministrativa. La fine della forte autonomia di Bosco, come di tutta la comunità cimbra, coincise col dominio napoleonico, che nella zona di Verona cancellò le comunità indipendenti montane e le strutture abbaziali ancora esistenti. Il successivo dominio austriaco, invece di ripristinare le proprietà e le autonomie, le sottopose ad una specie di Demanio e le alienò verso i privati in una logica di preda di guerra. È importante l'evidenza di questa parte della storia veronese nelle vicende di Santa Maria in Organo, dove san Gaspare Bertoni, degli Stimmatini, acquistò la Chiesa e i fondi ancora annessi su esortazione del Vescovo.
Degno di nota il campanile della parrocchiale con le sue belle sei Campane alla veronese in Do. Il comune ebbe particolare importanza, come molti altri comuni della lessinia nella seconda guerra mondiale, per il fenomeno degli sfollati, ovvero di persone normalmente residenti in città o zone soggette ai bombardamenti che si spostavano qui attratti dalla struttura ricettiva già ampia e per la lontananza dai luoghi di guerra. Da menzionare è la nascita in questo luogo, da sfollato, di Massimo Moratti.

### Simboli
Lo stemma e il gonfalone del comune sono stati concessi con decreto del presidente della Repubblica del 22 aprile 2008.
Il gonfalone è un drappo troncato di giallo e di bianco.
Lo stemma deriva da un sigillo comunale in uso alla fine del XIX secolo. La chiesa e gli alberi richiamano direttamente il toponimo, questi ultimi in particolare simboleggiano l'antica Silva Frizzolana che si estendeva nella regione.

## Monumenti e luoghi d'interesse

### Architetture religiose
- Chiesa di San Benedetto e San Tommaso Apostolo
- Chiesa ex Frizzolana - XIV secolo
- Chiesa di Lughezzano - XVIII secolo

Più volte ristrutturata e ricostruita sui resti iniziali del 1315
- Oratorio di San Michele a Maregge - XVIII secolo
- Chiesa di Valdiporro - XIX secolo
- Chiesa di Corbiolo Maria Ausiliatrice - XX secolo

Di recente costruzione, ha un campanile con un concerto di sei campane. È luogo di competizione fra campanari.

## Società

### Evoluzione demografica
Abitanti censiti

## Cultura

### Musei

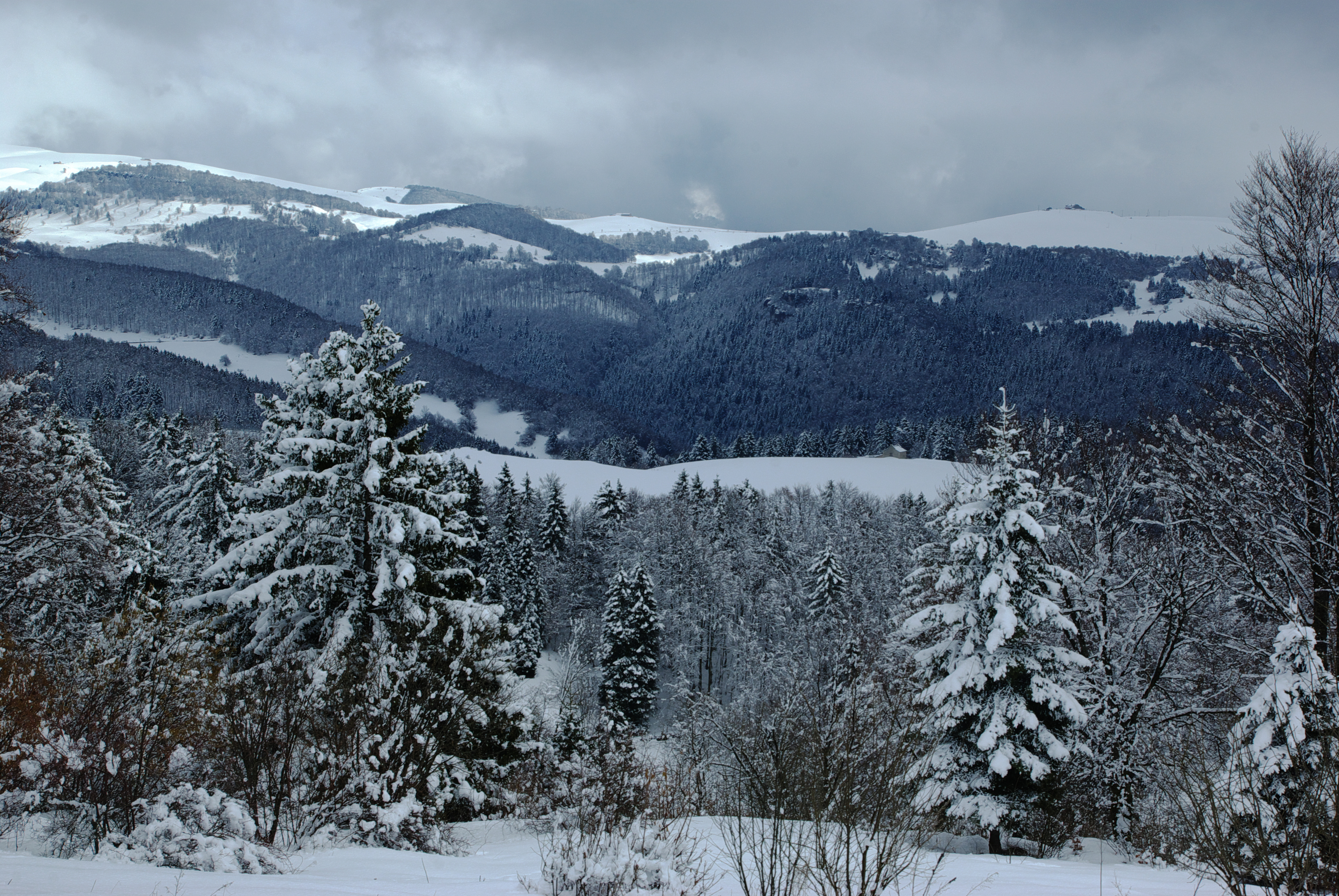
Paesaggio invernale nei dintorni della contrada Griez.

- Museo Etnografico di Bosco Chiesanuova, con la sede staccata di Griez e la sua Giassara

### Teatro Vittoria
Inaugurato il 30 dicembre 2006 dopo una completa ristrutturazione, è ora dedicato all'attività cinematografica e teatrale. Ogni anno ospita durante l'estate due importanti festival: Voce -Festival della Musica Corale (luglio) e il Film Festival della Lessinia dedicato al cinema di montagna che si svolge l'ultima settimana di agosto.

### Eventi
- Festa di S. Vitale

Si narra che, nella prima metà del XIX secolo, durante un periodo di forte siccità, la gente di Bosco andò in pellegrinaggio a San Vitale di Roverè Veronese, al fine di pregare per avere la pioggia. Al ritorno pioggia e neve caddero in gran misura, mettendo termine alla siccità. Per questo San Vitale fu venerato come patrono, riconoscendolo come autore di un miracolo popolare. 
- Festa della comunità Montana a Podestaria

Si svolge all'inizio di agosto. Ha una origine che affonda nel Medioevo, dalla antica fiera del Bestiame che si svolgeva ai tempi dei feudi religiosi, poi degli scaligeri ed infine della Nobile Compagnia dei Lessini. I malgari nei primi giorni di agosto si radunavano per commerciare e per pagare le decime in natura. Si correva un palio a cavallo, si esercitava la giustizia per piccoli reati o per le dispute dei confini da parte di un podestà (che diede il nome alla zona). Oggi dell'antica festa resta una mostra con premi per i bovini migliori, premiati con le cioche, i campanacci. Resta anche la nomina dei Bacani, una sorta di ordine cavalleresco riservato a persone che si sono distinte per la valorizzazione della montagna anche in senso lato. La cerimonia, in forma burlesca ricalca l'investitura dei cavalieri, dove al posto della spada si usa un bastone da pastore e al posto dell'armatura il tabarro nero (gaban) e il cappello.
L'edizione 2014 non si è svolta a causa problemi di bilancio dell'ente montano e al suo posto è stato mantenuto un presidio contro la presenza del lupo nel territorio della Lessinia.
- Festa dei gnochi sbatui con la fioreta

Il 15 agosto, durante la festa dell'ospite, con al centro il piatto di gnocchi fatto nella tradizione dei malgari
- Festa di San Michele a Maregge

Si tiene a Maregge il 29 settembre, tradizionale giorno della transumanza, durante il quale i mandriani trasferiscono ai pascoli della pianura le mandrie che hanno trascorso l'estate sui pascoli alti della Lessinia. Per tradizione si celebra la Santa Messa nell'Oratorio di San Michele; nella piazzola antistante, l'Associazione San Michele di Valpantena e Lessinia organizza una degustazione di prodotti tipici e il Mercatino delle Cose Passate, per beneficenza; nella vicina Locanda si cuociono le "trippe" tradizionali.

## Economia
Fin dal XIX secolo il comune divenne luogo di soggiorno nei mesi estivi. La sua economia è legata anche a tutti i prodotti dell'alpeggio, tra cui il formaggio DOP "Monte Veronese", e all'agricoltura in generale.

### Turismo
Bosco Chiesanuova rappresenta il primo polo sciistico dell'altopiano della Lessinia, mentre d'estate è luogo privilegiato per praticare lunghe escursioni a piedi e mountain bike lungo i sentieri che si snodano tra le malghe e rifugi.

#### Sci alpino

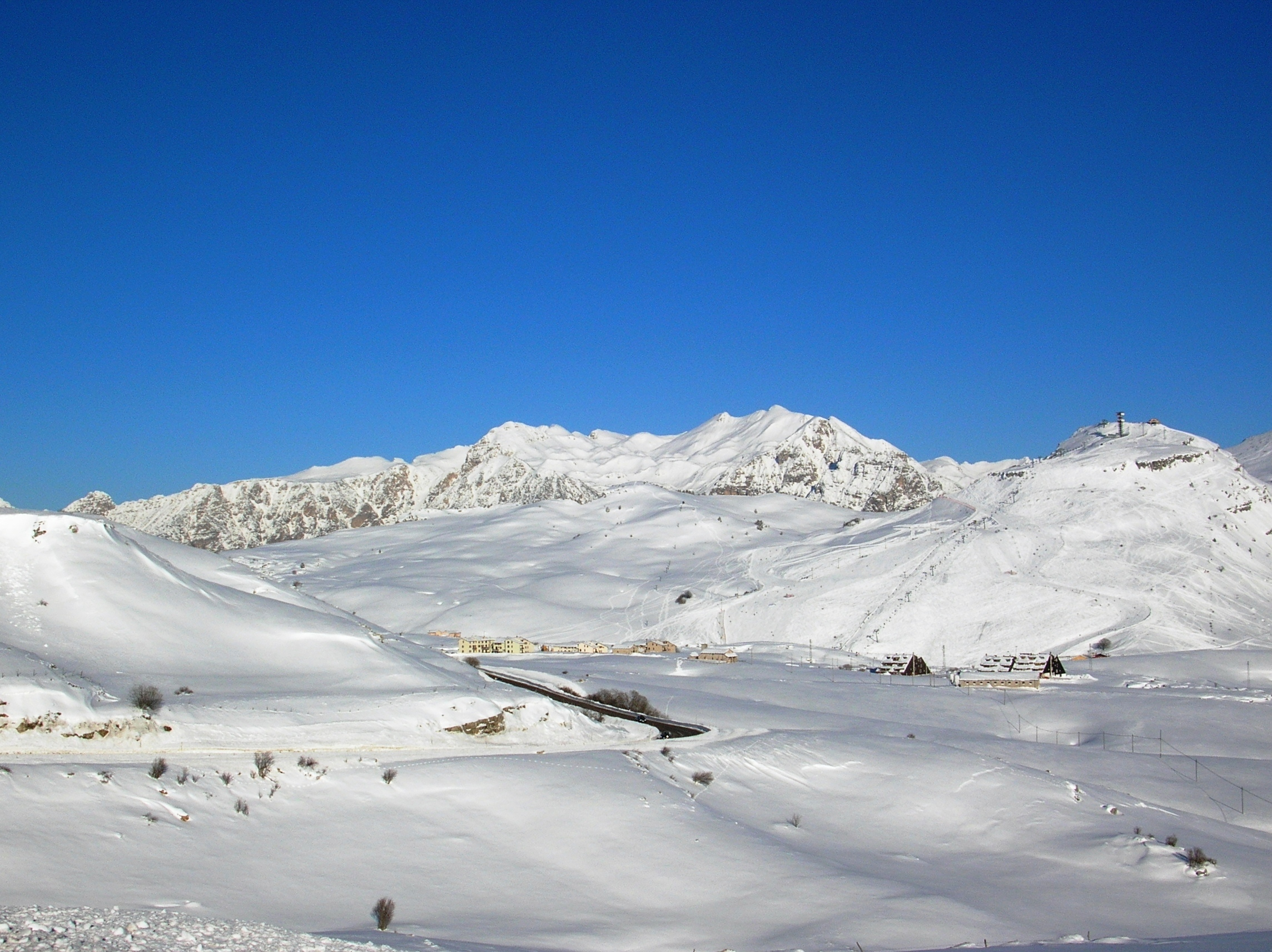
Fotografia impianti di sci alpino a San Giorgio di Bosco Chiesanuova.

La frequentazione della Lessinia da parte dei primi sciatori era iniziata intorno al 1915  quando gli alpini della caserma di Boscochiesanuova effettuavano i loro primi addestramenti in località malga San Giorgio; nello stesso anno venne istituito un corso per sciatori valligiani promosso dagli stessi alpini per trasferire alla popolazione locale la pratica dello sci. Nei primi anni '20 (a causa della mancanza degli impianti di risalita) si praticava soprattutto lo sci alpinismo; per la discesa invece si affrontava prima la salita e poi la discesa del monte Tomba, tenendo conto che la strada in inverno era agibile ai mezzi motorizzati al massimo fino ai Tracchi e molto spesso si partiva da Bosco. L'interesse per lo sci coinvolse anche i cittadini che sempre più numerosi salivano in Lessinia nei fine settimana tanto da far nascere il primo sci club, che tra il 1925 e 1930 organizzava gare di gran fondo sulla distanza dei 30 Km che partivano e arrivavano in paese. Nacque l'Azienda di Soggiorno necessaria per coordinare la logistica dei sempre più numerosi turisti, tanto che nel 1929 venne inaugurato l'albergo rifugio dei Tracchi e nel 1937 venne costruito un nuovo rifugio sulle pendici del monte Tomba chiamato per volere del regime "Giovinezza", rifugio andato distrutto nel 1944.                                                                                                  
Nei primi anni '50 la Lessinia subì un drastico calo di presenze di sciatori attirati dai nuovi impianti di risalita del monte Baldo e di Folgaria, così che si decise di dotare anche la montagna veronese di una seggiovia e di costruirla nella conca di San Giorgio con partenza dalla cima di Castel Gaibana. Nel febbraio del 1953 ci fu l'inaugurazione ufficiale, seguita qualche anno più tardi dalla costruzione dagli impianti di Conca dei Parpari e di Branchetto-Monte Tomba con le relative sciovie che dipartivano dalla cima.
Gli impianti di risalita sono chiusi dal 2016, quando la società che li gestiva ha cessato l'attività.

#### Sci di fondo
Le piste del Centro Fondo Alta Lessinia si snodano tra alcuni degli angoli più suggestivi dell’altopiano nel Parco Naturale Regionale della Lessinia. Le viste panoramiche spaziano dal lago di Garda al Monte Baldo, più a nord il Gruppo dell’Adamello-Presanella e l’imponente Gruppo delle Dolomiti del Brenta e verso nord-est il Gruppo del Carega.
Numerosi sono i Km di piste che vanno dai 1490 ai 1755 m. di quota. Tre i punti di partenza: S.Giorgio dove operano i Maestri della Scuola Sci Bosco Chiesanuova, Bocca di Selva per chi vuole inoltrarsi lungo la "Translessinia" con un'ascesa più dolce verso Castelberto ed infine passo Fittanze. 
Per gli agonisti presso S. Giorgio è percorribile la pista “Gaibana”, sulla quale nel 1999 si sono svolti i Campionati Italiani di Sci Fondo.

#### Pattinaggio sul ghiaccio
Nel centro di Bosco Chiesanuova si trova il Palaghiaccio, uno stadio del ghiaccio all'aperto che permette la pratica del pattinaggio artistico e dell'hockey con la squadra dei Falchi Hockey Bosco.

## Infrastrutture e trasporti
Il territorio comunale è attraversato dalla principale strada provinciale della Lessinia, la SP6 "dei Lessini", che lo collega a sud con Grezzana, la Valpantena e Verona, e a nord con le piste da sci della località turistica Malga San Giorgio. Poco fuori dal centro di Bosco la SP6 si interseca con la SP13 "dei Tredici Comuni" che, attraverso tutto l'altopiano lessinico, da Sant'Anna d'Alfaedo a Selva di Progno, collega le varie località che un tempo erano comuni cimbri. Il casello autostradale più vicino è quello di Verona Est, sull'autostrada A4, distante all'incirca 35 km.

## Amministrazione
| Periodo      | Periodo      | Primo cittadino     | Partito                 | Carica                  | Note          |
| ------------ | ------------ | ------------------- | ----------------------- | ----------------------- | ------------- |
| maggio 1988  | giugno 1993  | Giovanni Vincenzi   | Democrazia Cristiana    | Sindaco                 | [ 13 ]        |
| giugno 1993  | aprile 1997  | Mauro Bonato        | Liga Veneta - Lega Nord | Sindaco                 | [ 14 ]        |
| aprile 1997  | gennaio 1999 | Mauro Bonato        | Liga Veneta - Lega Nord | Sindaco                 | [ 15 ]        |
| gennaio 1999 | giugno 1999  | Piergiuseppe Canero |                         | Commissario prefettizio | [ 16 ] [ 17 ] |
| giugno 1999  | giugno 2004  | Claudio Melotti     | Lista civica            | Sindaco                 | [ 18 ]        |
| giugno 2004  | giugno 2009  | Claudio Melotti     | Lista civica            | Sindaco                 | [ 19 ]        |
| giugno 2009  | maggio 2014  | Luca Saccardi       | Lista civica            | Sindaco                 | [ 20 ]        |
| maggio 2014  | maggio 2019  | Claudio Melotti     | Lista civica            | Sindaco                 |               |
| maggio 2019  | giugno 2024  | Claudio Melotti     | Lista civica            | Sindaco                 |               |
| giugno 2024  | in carica    | Claudio Melotti     | Lista civica            | Sindaco                 |               |

### Altre informazioni amministrative
Fa parte della Comunità montana della Lessinia, e dell'area del Parco della Lessinia e ne è sede. Inoltre il comune fa parte del movimento patto dei sindaci

## Sport
Bosco è terra di campioni sportivi. Vanno segnalati: Fulvio Valbusa e Sabina Valbusa nazionali e campioni di sci di fondo (una ventina di titoli italiani in due, vittorie e piazzamenti nei mondiali e alle olimpiadi), Paola Pezzo due volte olimpionica di mountain Bike e due volte campionessa del mondo, a cui si può idealmente aggiungere Damiano Cunego campione mondiale juniores di ciclismo a Verona nel 1999 e vincitore del Giro d'Italia del 2004. Cunego è del confinante comune di Cerro Veronese, ma iniziò la sua attività sportiva come hockeista a Bosco. Sul fronte di hockey su ghiaccio, da segnalare giocatori con esperienze a livello di Serie A e di Nazionale Italiana come Massimo Stevanoni, campione d'Italia con i Vipers Milano, e Federico Bobba.

### Ciclismo
Per tre volte Bosco Chiesanuova è stata sede di arrivo di una tappa del Giro d'Italia, la prima nel 1957, l'ultima nel 1979.
- 1957 2ª tappa Verona-Bosco Chiesanuova (cron. individuale), vinta da Charly Gaul;
- 1958 15ª tappa Cesena-Bosco Chiesanuova, vinta da Ercole Baldini;
- 1979 14ª tappa Meda-Bosco Chiesanuova, vinta da Bernt Johansson.

### Automobilismo
Dal 1958 al 1968 il territorio comunale è stato teatro della prestigiosa gara automobilistica denominata "Stallavena-Boscochiesanuova", anche conosciuta come la "Cronoscalata più veloce d'Europa", che si svolgeva sulla strada provinciale del Monti Lessini.

### Football americano
Negli anni 1970 e 1980 a Bosco Chiesanuova è stata attiva una squadra di football americano militare partecipante alla North Italian Football League, i Bosco Rocks.

## Galleria d'immagini

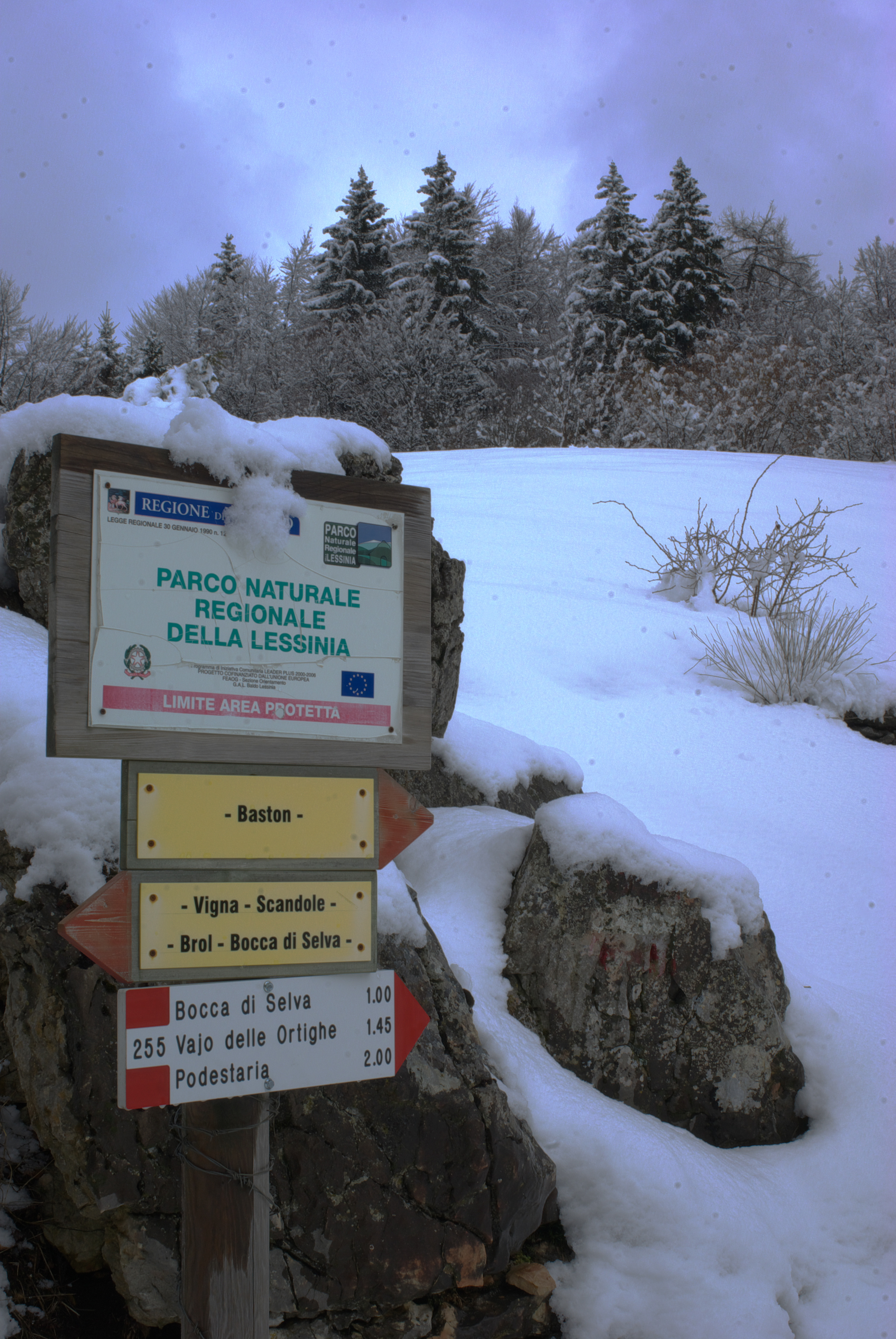
Sentier nei dintorni ctg Lessinia 2013
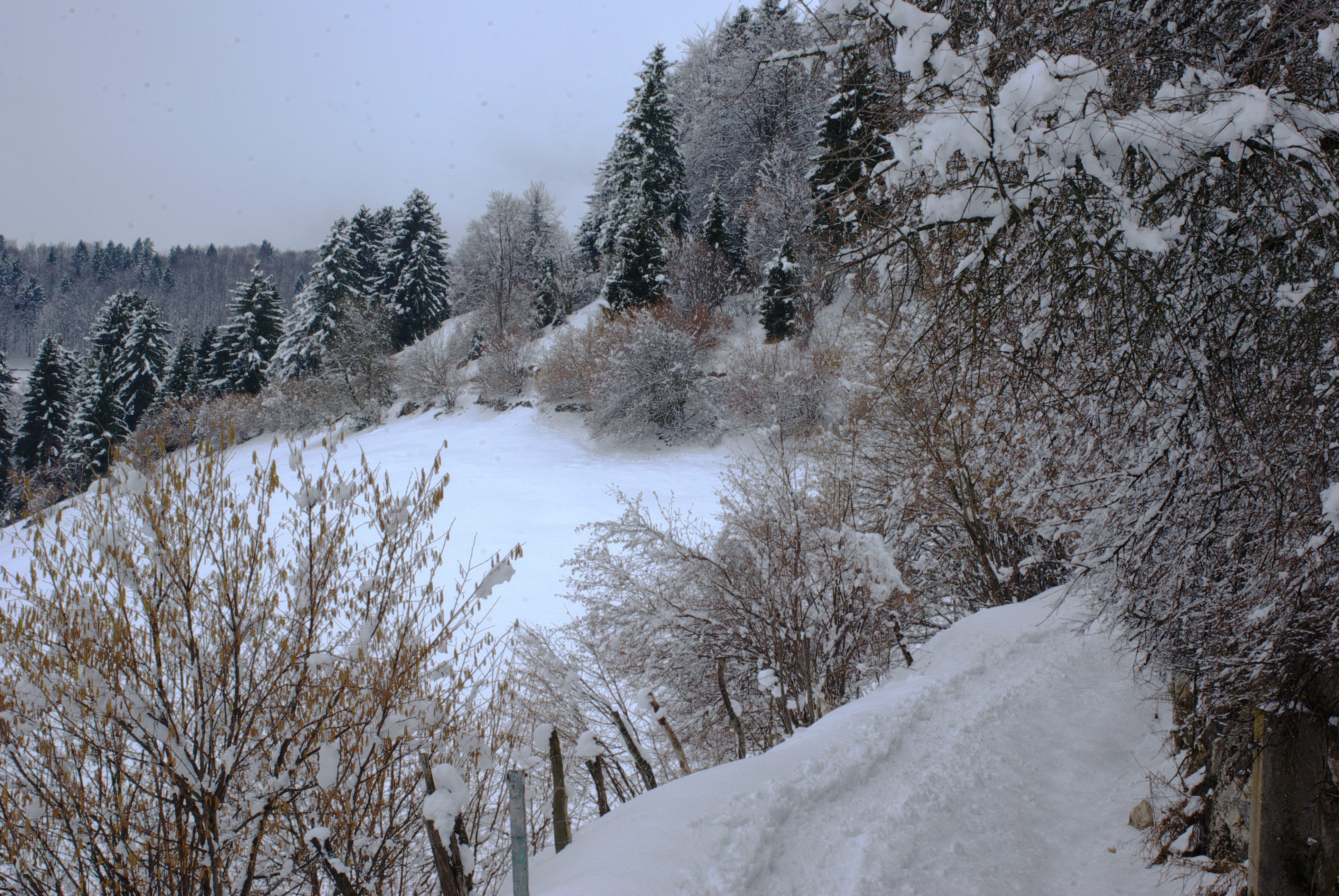
Sentieri nei dintorni ctg Lessinia 2013
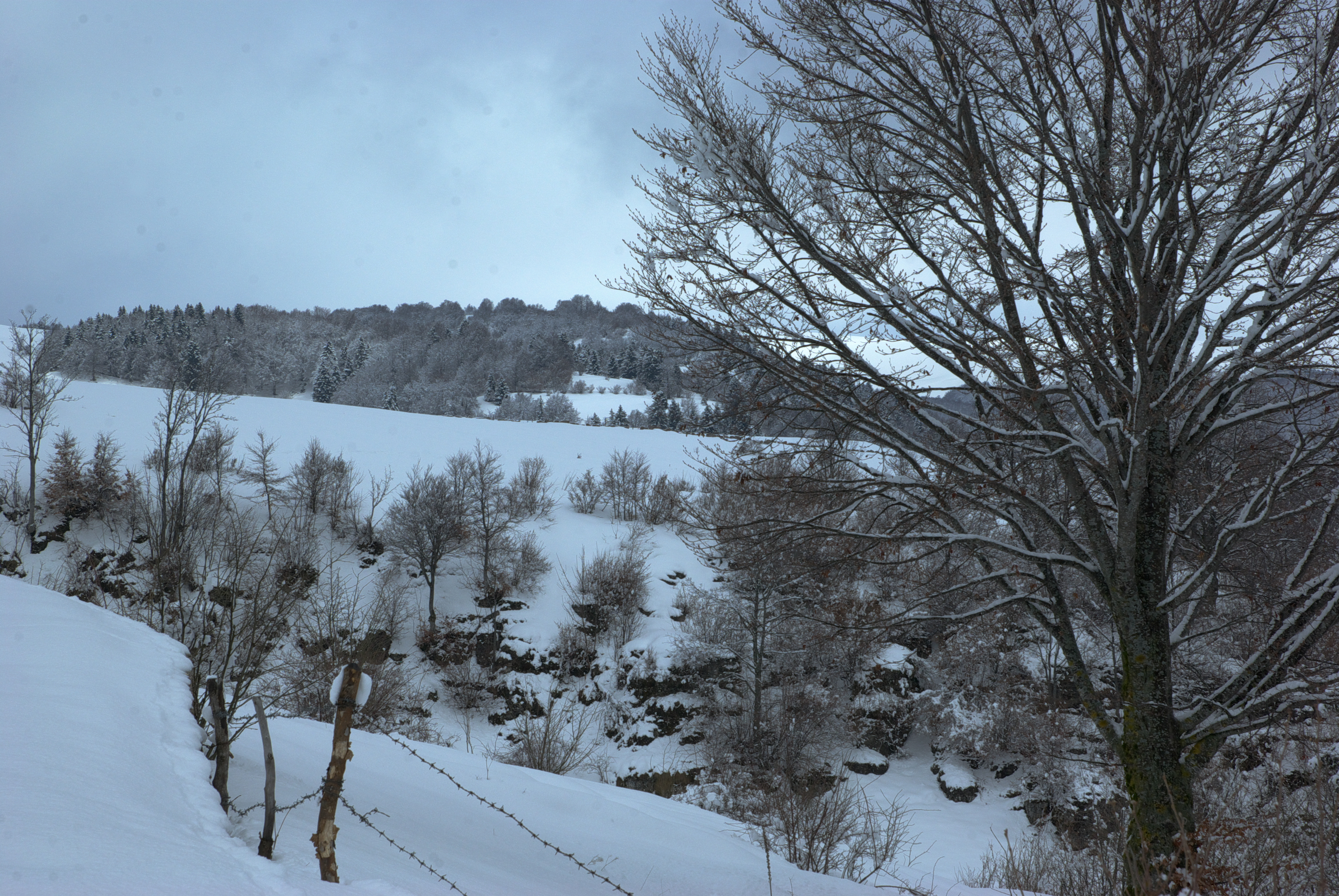
Sentieri nei dintorni ctg Lessinia 2013
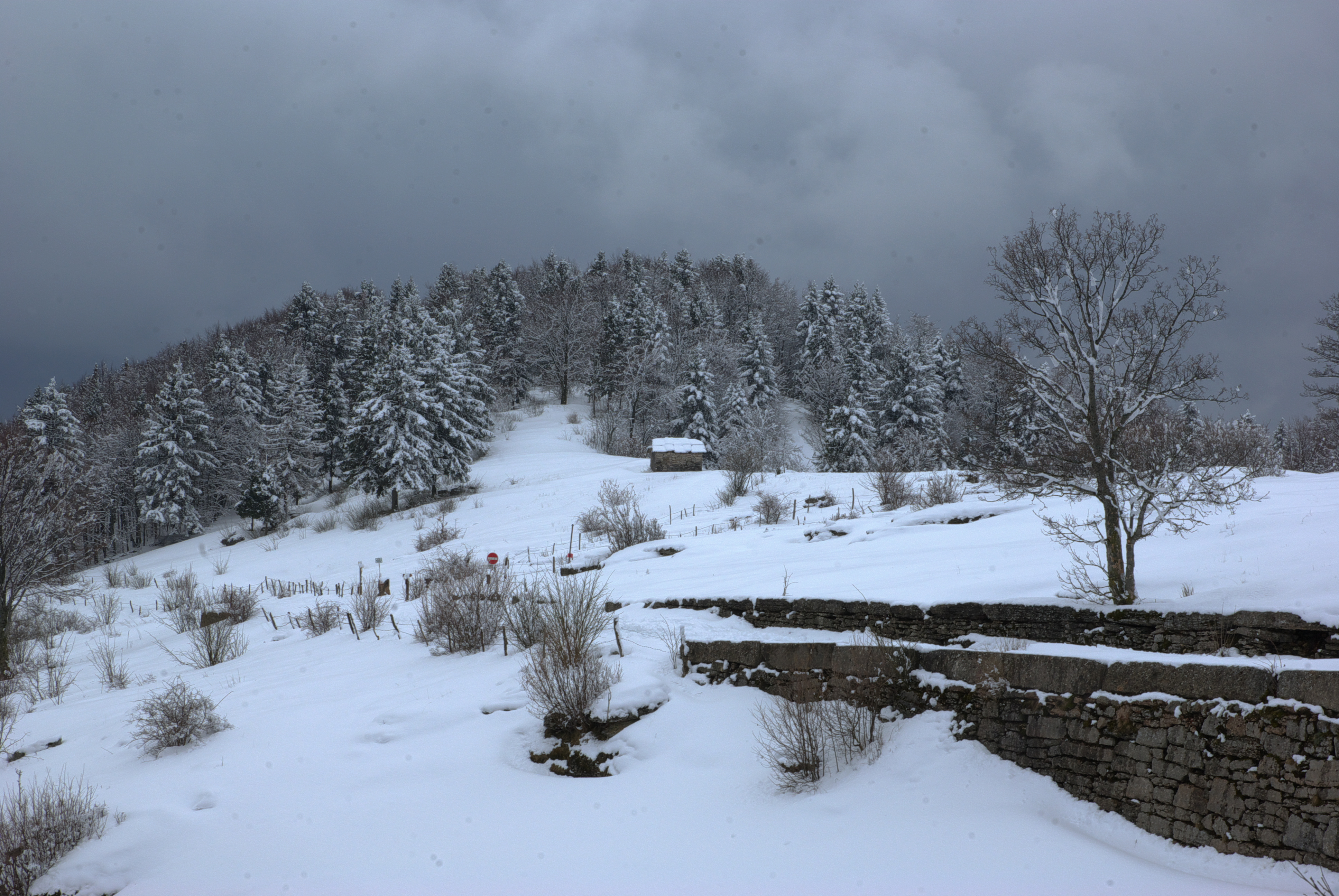
Mulattiera con muro a secco nei dintorni ctg Lessinia 2013
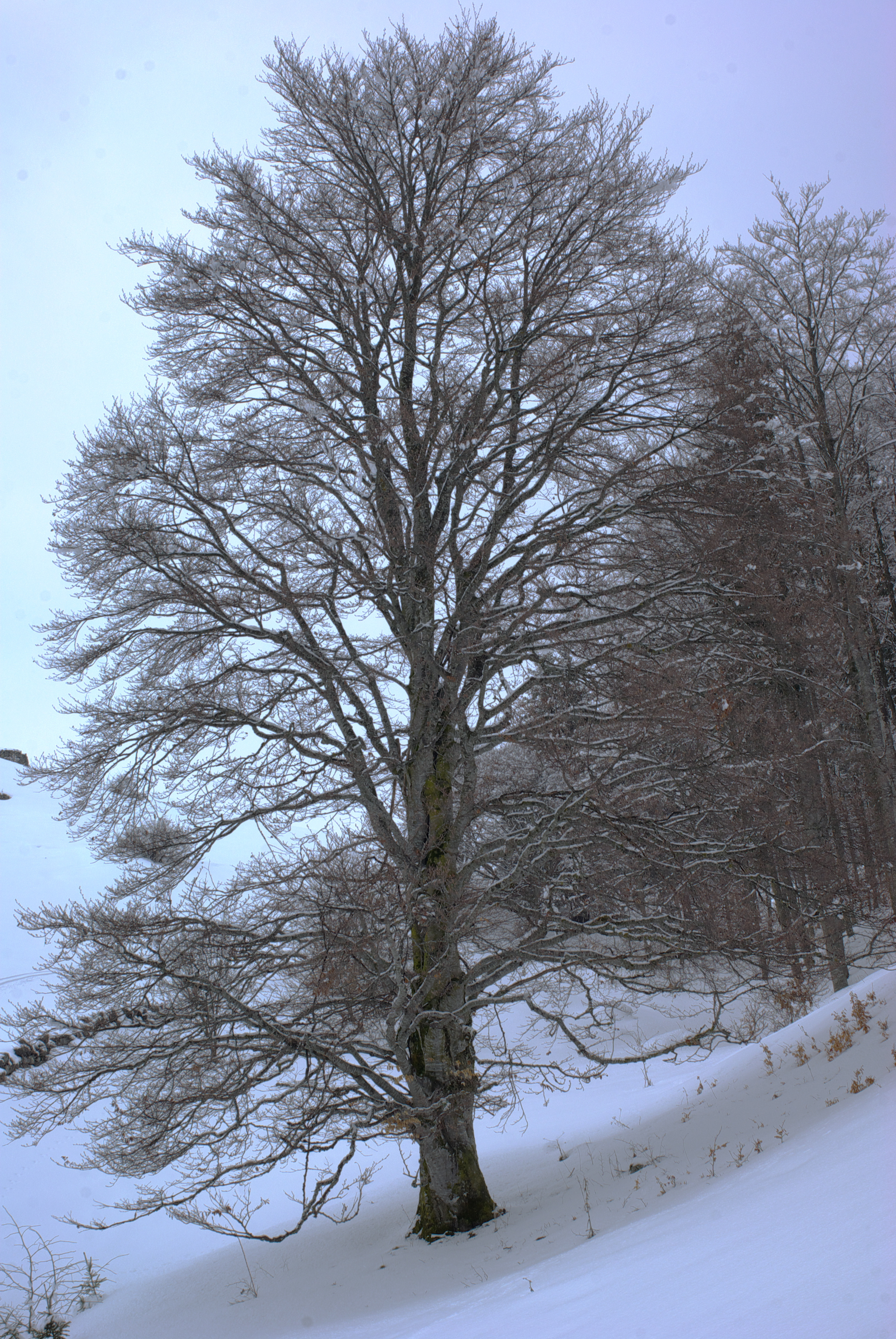
Un faggio del parco ctg Lessinia 2013
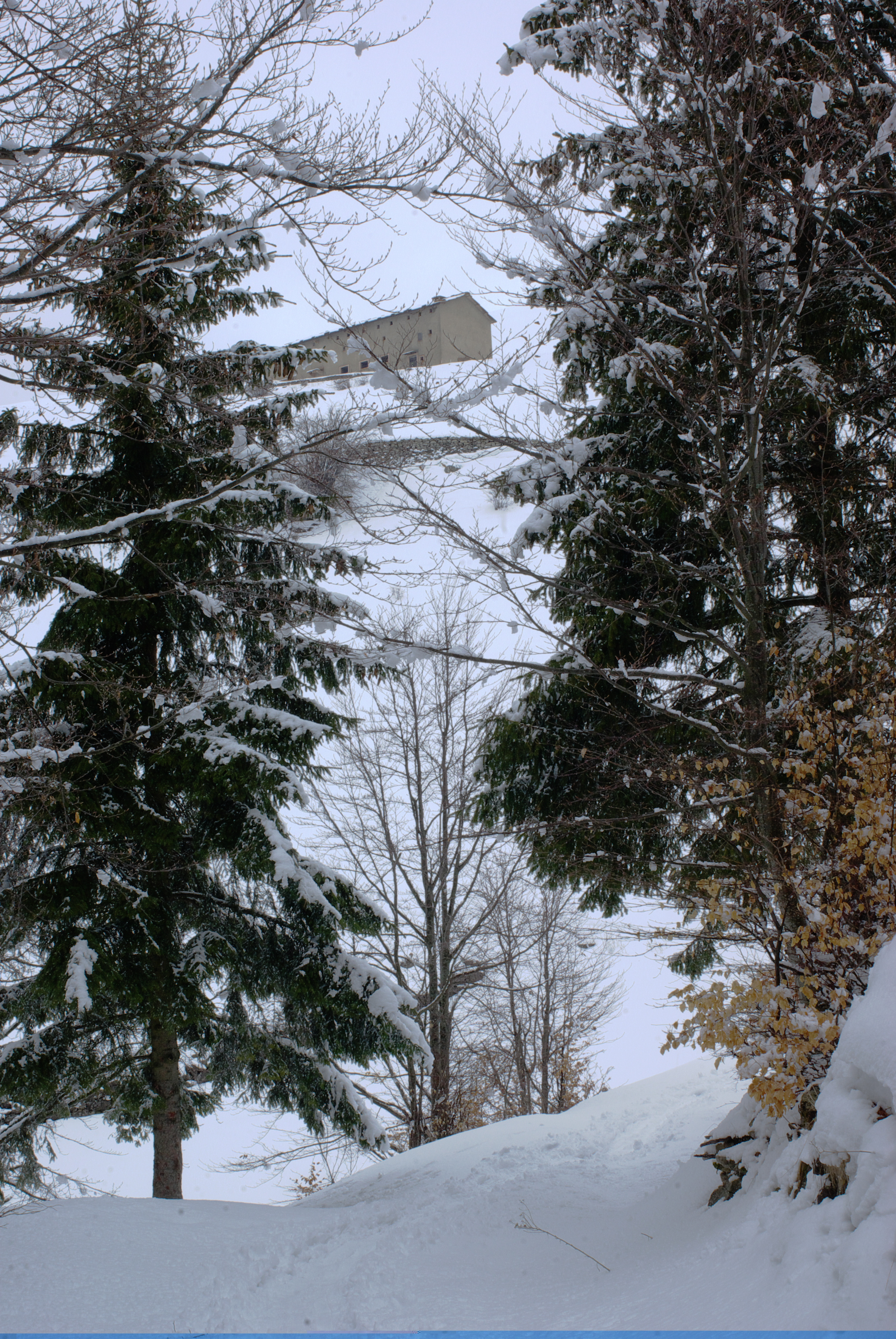
Sentieri nei dintorni ctg Lessinia 2013
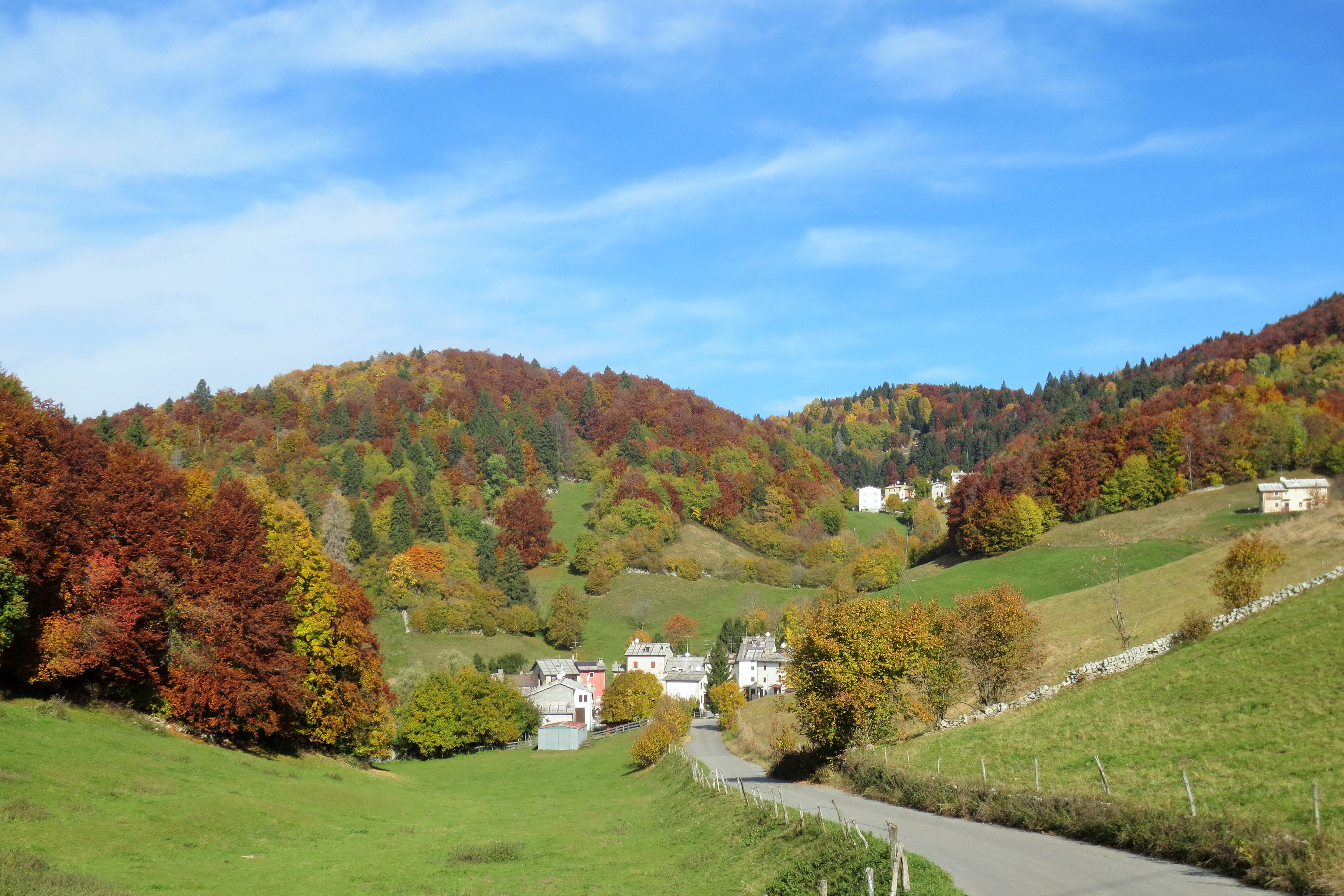
Autunno